# Isaías Tejeda
*GCL Campeón 2011 New York Yankees (MILB).
- Staten Island yankees Campeón 2011 Low A (MILB).
- York Revolution campeón 2017 (ALBP).
- York Revolution MVP All Star Game,Champion Bat 2019 (ALBP).
- Cardelanes De Lara campeón 2019-2020 (LVBP).
- Águilas Cibaeñas campeón 2020-2021 (LIDOM).
- Leones Del Caracas Campeón 2022-2023 MVP (LVBP).
- 6x Campeonatos
- 4x Juego de estrellas
- 2x MVP

Isaias Tejeda (nacido en Santo Domingo, Distrito Nacional,Barrio Duarte De Herrera República Dominicana, el 28 de octubre de 1991) es un beisbolista profesional Dominicano que juega en la posición de 1B, en la Liga Venezolana de Béisbol Profesional (LVBP), con el equipo Los Leones del Caracas.

## Carrera en el Béisbol

### 2009
La York Revolution, un club de pelota independiente sin afiliación a un equipo de pelota de las Grandes Ligas de Béisbol, ha anunciado que los Bravos de Atlanta han firmado a Isaías Tejeda. El receptor de 24 años de edad, jardinero e infielder de esquina tiene un historial profesional, ya que firmó con los *Yankees de Nueva York en septiembre de 2009.

### 2010
El 2 de junio de 2010, Tejeda es asignado a los DSL Yankees 1 de la Dominican Summer League de la clase novato.

### 2011
El 20 de junio de 2011, Tejeda es asignado a los GCL Yankees de la Gulf Coast League de la clase novato.
El 3 de septiembre de 2011, Tejeda es asignado a los Staten Island Yankees de la New York–Penn League de la Clase A Avanzada (Fuerte).
El receptor Isaias Tejeda acaba de perder la lista de nivel de novato Gulf Coast League , que fue superada por Dante Bichette Jr. y Ravel Santana. "Sus herramientas han mejorado y usó un swing compacto para batear .331 / .404 / .568 en 148 turnos", dijo el artículo. “Tejeda no persigue muchos lanzamientos fuera de la zona de strike y hace las diferencias como un bateador. Detrás de la placa bloquea bien las pelotas y tiene buen trabajo de pies, aunque su brazo es simplemente promedio ".
En 2011, tenía un OPS de .965 entre el novato y Staten Island y eso hizo que la gente hablara.

### 2014
En el 2014 Tejeda con el equipo Staten Island Yankees jugó 29 juegos en la tercera base, 20 juegos en el cácher y 18 juegos en la primera base. Bateó para .277 / .313 / .381 con 5 jonrones, 18 dobles, 42 carreras impulsadas y 10 bases robadas. Tuvo 51 ponches y 17 bases por bolas.
En 2014, formó parte del equipo All-Star Low Single-A de Clase A temporada corta. A los 19 años de edad.

### 2015
El 9 de abril de 2015, Tejeda es asignado a los Tampa Yankees de la Florida State League de la Clase A Avanzada (Fuerte).
El 2 de mayo de 2015,  Tejeda es asignado a los Charleston RiverDogs de la South Atlantic League de la Clase A (Media)

### 2016
Un prospecto de una sola vez en la organización de los Yankees de Nueva York durante sus primeras seis temporadas profesionales, el nativo de la República Dominicana llegó a York al inicio de la temporada 2016, durante el cual bateó .356 con nueve jonrones en 65 partidos en dos partidos con el club. Su contrato fue comprado por los Atlanta Braves en junio de esa temporada. Entre sus aspectos más destacados se encontraba una racha de 28 juegos que abarcó ambos períodos, el segundo más largo en la historia de York Revolution.

### 2017
En la LVBP
El 11 de octubre de 2017 Tejeda es asignado a los Tiburones de La Guaira de la Liga Venezolana de Béisbol Profesional. El 16 de noviembre el equipo Tiburones de La Guaira sufrió una dura baja con la fractura que sufrió el infielder dominicano Isaías Tejeda en dos huesos de su mano derecha que le hará perderse unas seis semanas.
Tejeda exhibía un promedio de .356 puntos con tres jonrones, nueve dobles, 17 carreras impulsadas y 15 anotadas. Encabeza al equipo en hits, tubeyes, dobles, cuadrangulares y es segundo en remolcadas y anotadas.

### 2018
El 17 de abril de 2018, Tejeda es asignado a los Olmecas de Tabasco de la Liga Mexicana de Béisbol de la clase Triple A.
El 17 de julio de 2018 es asignado de con los York Revolution de la Atlantic League liga independiente.
En la LVBP
Durante la campaña anterior de la Liga Venezolana de Béisbol Profesional, el dominicano Isaías Tejeda fue uno de los mejores importados del circuito con los Tiburones de La Guaira. Sin embargo, sus deseos de volver al suelo criollo no fueron cumplidas por los escualos y apenas la gerencia de los Leones del Caracas le contactaron, no dudó en vestir la camisa de los capitalinos y ahora asegura que fue la mejor decisión.
El 30 de octubre de 2018, Tejeda es asignado a los Leones del Caracas de la Liga Venezolana de Béisbol Profesional para la temporada 2018-2019

### 2019
Tejeda regresa para su cuarta temporada con los York Revolution de la South Atlantic League de la Clase A (Media).